# Ectropothecium decurrens
Ectropothecium decurrens là một loài Rêu trong họ Hypnaceae. Loài này được (Sull.) N. Nishim. mô tả khoa học đầu tiên năm 1985.